# Esrom Nyandoro
Esrom Nyandoro (ur. 6 lutego 1980 w Bulawayo) – zimbabwejski piłkarz grający na pozycji defensywnego pomocnika.

## Kariera klubowa
Karierę piłkarską Nyandoro rozpoczął w rodzinnym Bulawayo, w tamtejszym klubie Zimbabwe Saints. W 1998 roku zadebiutował w jego barwach w zimbabwejskiej Premier League. W 2001 roku przeszedł do innego klubu z Bulawayo, AmaZulu F.C. W 2003 roku wywalczył z nim mistrzostwo Zimbabwe.
W 2004 roku Nyandoro przeszedł do południowoafrykańskiego klubu Mamelodi Sundowns z Pretorii. W 2005 roku został uznany Debiutantem Roku w RPA. W 2006 roku osiągnął swój pierwszy sukces w Premier Soccer League, gdy wywalczył z Mamelodi jej mistrzostwo. Z kolei w 2007 roku obronił tytuł mistrzowski. W 2009 roku został mianowany kapitanem drużyny Sundowns.
| Sezon     | Klub              | Kraj              | Rozgrywki      | Mecze | Bramki |
| --------- | ----------------- | ----------------- | -------------- | ----- | ------ |
| 1998/1999 | Zimbabwe Saints   | Zimbabwe          | Premier League | 28    | 0      |
| 1999/2000 | Zimbabwe Saints   | Zimbabwe          | Premier League | 25    | 1      |
| 2001      | AmaZulu Bulawayo  | Zimbabwe          | Premier League | 17    | 0      |
| 2002      | AmaZulu Bulawayo  | Zimbabwe          | Premier League | 33    | 0      |
| 2003      | AmaZulu Bulawayo  | Zimbabwe          | Premier League | 30    | 1      |
| 2004/05   | Mamelodi Sundowns | Południowa Afryka | Premier League | 27    | 2      |
| 2005/06   | Mamelodi Sundowns | Południowa Afryka | Premier League | 32    | 9      |
| 2006/07   | Mamelodi Sundowns | Południowa Afryka | Premier League | 25    | 0      |
| 2007/08   | Mamelodi Sundowns | Południowa Afryka | Premier League | 26    | 4      |
| 2008/09   | Mamelodi Sundowns | Południowa Afryka | Premier League | 19    | 0      |
| 2009/10   | Mamelodi Sundowns | Południowa Afryka | Premier League |       |        |

## Kariera reprezentacyjna
W reprezentacji Zimbabwe Nyandoro zadebiutował w 2001 roku. W 2004 roku podczas Pucharu Narodów Afryki 2004 wystąpił w 3 spotkaniach: z Egiptem (1:2), z Kamerunem (3:5) i z Algierią (2:1). W 2006 roku był podstawowym zawodnikiem Zimbabwe w Pucharze Narodów Afryki 2006 i zagrał tam w 3 meczach: z Senegalem (0:2), z Nigerią (0:2) i z Ghaną (2:1).